# Мінетто (Нью-Йорк)
Мінетто (англ. Minetto) — місто (англ. town) в США, в окрузі Освіго штату Нью-Йорк. Населення — 1643 особи (2020).

## Демографія
Згідно з переписом 2010 року, у місті мешкало 1659 осіб у 680 домогосподарствах у складі 490 родин. Було 721 помешкання
Расовий склад населення:
| - 97,5 % — білих - 0,8 % — азіатів - 0,5 % — чорних або афроамериканців - 0,2 % — корінних американців |

До двох чи більше рас належало 1,0 %. Частка іспаномовних становила 1,1 % від усіх жителів.
За віковим діапазоном населення розподілялося таким чином: 21,6 % — особи молодші 18 років, 63,2 % — особи у віці 18—64 років, 15,2 % — особи у віці 65 років та старші. Медіана віку мешканця становила 46,1 року. На 100 осіб жіночої статі у місті припадало 98,2 чоловіків;  на 100 жінок у віці від 18 років та старших — 93,6 чоловіків також старших 18 років.
Середній дохід на одне домашнє господарство  становив 76 518 доларів США (медіана — 68 333), а середній дохід на одну сім'ю — 91 372 долари (медіана — 85 735). Медіана доходів становила 65 195 доларів для чоловіків та 37 554 долари для жінок. За межею бідності перебувало 8,7 % осіб, у тому числі 5,9 % дітей у віці до 18 років та 7,2 % осіб у віці 65 років та старших.
Цивільне працевлаштоване населення становило 769 осіб. Основні галузі зайнятості: освіта, охорона здоров'я та соціальна допомога — 39,7 %, виробництво — 12,1 %, транспорт — 11,3 %.